# Салаватстекло
АО «Салаватстекло» — акционерное общество, занимающееся производством технического стекла, крупнейшее предприятие в России по производству оконного стекла (30 % рынка российского стекла).
Штаб-квартира предприятия находится в городе Салавате, на Индустриальной улице, д. 18.

## История
Строительство Салаватского завода технического стекла (СЗТС) началось в 1960 году по постановлению Совета Министров СССР от 9 февраля 1956 года. В 1962 году строительство было закончено.
Первая продукция завода — штапельное стекловолокно. Затем почти каждый год осваивались производства новых изделий из стекла: 1963 год — оконное стекло, стеклоплитка, 1964 год — витринное стекло, сталинит, силикат натрия, 1967 год — аквариумы, 1968 год — узорчатое стекло, 1968 год — коврово-мозаичные плитки, 1969 год — армированное листовое стекло, 1970 год — зеркальные изделия. В дальнейшем на заводе производилась посуда, термосы, стеклопакеты, призматические зеркала, многослойное стекло — триплекс.
В 1993 году производственное объединение «Салаватстекло» было реорганизовано в акционерное общество открытого типа.
В 2010 году ОАО «Салаватстекло» и ОАО «Саратовстройстекло» объединились.

## Собственники и руководство
Директор предприятия с 1960 по 1980 годы — Сескутов, Юрий Васильевич.
Генеральный директор предприятия Агуреев Сергей Алексеевич (1968 г. р.). Количество акционеров — 5708. Размер уставного капитала предприятия на дату окончания последнего отчетного квартала 13 507 263 руб.
Основным владельцем Салаватстекло является бизнесмен и миллиардер Радик Султанов
.

### Листинг на биржах
Количество акций 19 934 171 штука. Номинальная стоимость каждой акции 10 руб.
Основной торговой площадкой для обычных и привилегированных акции компании является фондовая биржа РТС. С августа 2008 года голосующие акции также представлены в секторе MICEX Discovery «Открытия фондового рынка» Московской межбанковской валютной биржи.

## Продукция предприятия
Оборудование для нефтегазодобывающей, нефтехимической и химической промышленности.
- листовое стекло
- низкоэмиссионное, солнцезащитное и многофункциональное стекло
- стекло многослойное строительного назначения
- силикат натрия растворимый
- жидкое стекло
- стеклопакеты
- стеклотара
- автостекло
- пулестойкое стекло

Основной продукцией, выпускаемой ОАО «Салаватстекло», является листовое стекло. Листовое стекло составляет около 80 % объёмов продаж, другие виды продукции — 20 % (автомобильное стекло, стеклотара, стеклопакеты, силикат натрия растворимый и стекло натриевое жидкое, теплозвукоизоляционные материалы).

### Показатели деятельности
Выручка в 2009 г. — 3 771 861 руб. (9 месяцев 2010 г.).
Рост выручки за 9 месяцев 2010 года по сравнению с аналогичным периодом 2009 года составил 131,5 %:
- за счёт увеличения объёмов — 49,3 млн руб. или 101,7 %;
- за счет роста цен — 854,6 млн руб. или 129,8 %.